# Länsstyrelsen i Skaraborgs län
Länsstyrelsen i Skaraborgs län var en statlig myndighet med kansli i Mariestad. Länsstyrelsen ansvarade för den statliga förvaltningen i länet, och jobbade med regional utveckling.
Chef för Länsstyrelsen var landshövdingen, som utsågs av Sveriges regering (innan 1975 Kungl. Maj:t).
Länsstyrelsen i Skaraborgs län upphörde 31 december 1997 och dess verksamhet överfördes 1 januari 1998 till den nybildade Länsstyrelsen i Västra Götalands län.